# Baladi warru
Baladi warru — викопний вид перетинчастокрилих комах родини Pergidae, що існував у міоцені в Австралії. Описаний у 2024 році.

## Скам'янілості
Видбиток комахи виявлено у 2018 році у міоценовому лагерштетті МакГратс-Флат неподалік міста Галгонг в центральній частині Нового Південного Уельсу. Відкладення цієї формації утворені 16-11 млн років тому.

## Назва
Біноміальна назва Baladi warru походить з мови віраджурі: «Baladi» означає «пилка», а «warru» — «оса». Використання назви було схвалено Місцевою земельною радою аборигенів Маджі.

## Опис
Вусики Baladi мають щонайменше сім сегментів, присутні поодинокі дистальні тарсальні плантули з поперечною шорсткістю на вентральній поверхні. Жилкування переднього крила з коміркою 1M коротшою за жилку M+Cu, жилка 2MCu присутня, поперечна жилка 2r відсутня, дистальна вільна ділянка жилки SC виглядає як поперечна жилка (Sc і R злиті), жилка 2R присутня, жилка 2A відсутня. Жилкування заднього крила з веною RM, що приєднується до RS після того, як вона розійшлася з SC+R (комірка R довша за SC+R), поперечна жилка m-cu відсутня, а комірка 2A відсутня.

## Дослідження
Дані вчених показують, що Baladi warru належить до підродини Perginae і тісно пов'язаний з австралійськими родами Cerealces і Xyloperga (триба Cerealcini). Згідно з цим аналізом, походження Pergidae видається дещо молодшим, ніж передбачалося раніше.
Коли досліджували скам'янілість, то ідентифікували пилкові зерна на голові пилильщика, які показали, що він відвідав квітучу рослину Quintinia. Знахідка Baladi допомогає зрозуміти неймовірну здатність пильщиків харчуватися токсичними рослинами. Вони харчуються отруйним листям миртових (Myrtaceae), родини дерев, яка включає евкаліпти, завдяки тому, що мають ротовий апарат, за допомогою якого можуть відокремлювати токсичні олії або систему хімічної детоксикації всередині свого кишківника. Це навіть дозволяє їхнім личинкам, яких іноді називають «плювальницями», використовувати цю олії як захисну зброю.